# Ontwikkeling (schaken)
Ontwikkelen betekent in het schaakspel het in het spel brengen van de stukken vanuit de beginstelling, zodanig dat ze een goede positie innemen en een nuttige rol vervullen.
De subtiele betekenis van het begrip ontwikkelen werd bondig samengevat door Max Euwe. Een van zijn leerboeken behandelt het geweigerd damegambiet, waarin het kernprobleem voor de zwartspeler is om de loper op c8 te ontwikkelen. In een partij speelt de zwartspeler de loze zet Lc8-d7, waarover Euwe zegt: "Zo is de loper wel verplaatst, maar niet ontwikkeld."
Een snelle ontwikkeling werd al vierhonderd jaar geleden aanbevolen door
Gioacchino Greco.
De ontwikkeling van de stukken in het schaakspel is het proces dat zich richt op het zo snel mogelijk verplaatsen van zo veel mogelijk figuren vanuit de beginstelling naar strategische velden om zodoende:
- een sterk positiespel op te bouwen (Wilhelm Steinitz)
- het centrum te beheersen (Reuben Fine)
- een aanval op de koningsstelling uit te voeren

In het diagram is een duidelijk verschil in de ontwikkeling van wit en zwart waarneembaar.
De situatie van wit:
- de witte stukken hebben veel meer bewegingsvrijheid
- wit beheerst het centrum
- de witte stukken staan strategisch goed opgesteld
- wit bouwt aan een aanval op de koningsvleugel
- wit begint aan een combinatie voorafgegaan door een offer

De zwartspeler staat er niet gunstig voor:
- zwart staat gedrongen, heeft weinig ruimte
- de loper van zwart kan niet gespeeld worden: blokkade
- de zwarte koningsstelling is verzwakt door het opschuiven van de h-pion
- zwart heeft een dubbelpion

In deze stelling is de zogenaamde gulden regel door zwart niet toegepast!